# ADK-11

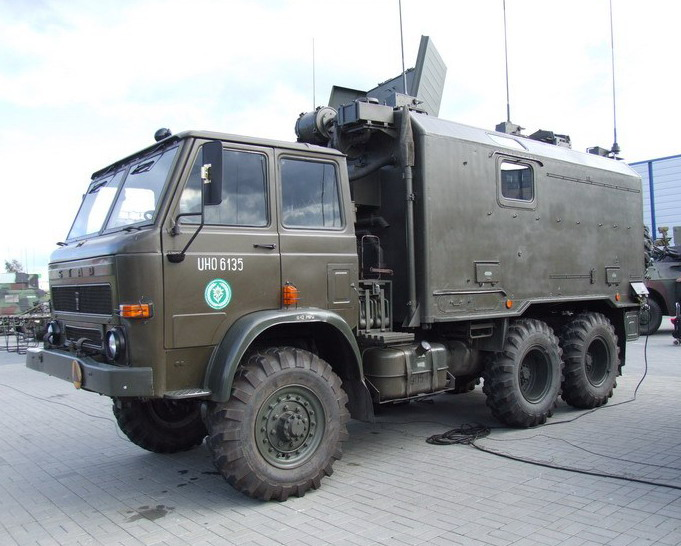
Aparatownia ADK-11

ADK-11 – używany przez Siły Zbrojne PRL i Siły Zbrojne Rzeczypospolitej Polskiej wóz dowódczo-sztabowy. Został wprowadzony jako ostatni element tworzonego w latach 80 XX w., systemu zbierania informacji o potrzebach oraz zaopatrywania wojsk.
Wóz jest zbudowany na podwoziu samochodu cieżarowo-terenowego Star 266.
Wyposażenie aparatowni:
- trzy radiostacje UKF:
  - 2 radiostacje R-123;
  - radiostacja R-111;
- radiostacja KF - R-130;
- odbiornik R-326;
- radiotelefon K-1;
- urządzenie transmisji danych UTD-3CT (z blokiem utajniającym);
- polowa centralka telefoniczna;
- zestaw wynośny – do zdalnego sterowania urządzeniami.

W przedniej części nadwozia znajduje się stół roboczy (np. pod mapy) i 3 stanowiska pracy dla oficerów sztabu.
Aparatownia posiada własny agregat prądotwórczy do zasilania urządzeń podczas pracy na postoju i w ruchu. Do zasilania aparatowni tylko podczas postoju służy System Odbioru Mocy (SOM). Urządzenie zamontowane jest z tyłu wozu, zasilane silnikiem pojazdu.
Przy lewej burcie pojazdu rozwija się namiot zapewniający miejsca do spania dla załogi.
Po modernizacji wyposażenia (głównie środków łączności radiowej), aparatownia funkcjonuje jako ADK-11T w systemie kierowania ogniem artylerii Topaz.